# Boren (lago)
O Boren ( PRONÚNCIA) é um lago da Suécia, localizado a leste da cidade de Motala no noroeste da província histórica da Östergötland. Tem uma área de 28 km², uma profundidade máxima de 13 m, e está situado a 73 m acima do nível do mar. Constitui um troço do rio Motala, por sua vez um troço do Canal de Gota.